# Élections législatives de 1988 dans le Gers
Les élections législatives françaises de 1988 se déroulent les 5 et 12 juin 1988.  Dans le département du Gers, deux députés sont à élire dans le cadre de deux circonscriptions.

## Élus
| Circonscription | Député sortant        | Parti                 | Parti                 | Député élu ou réélu | Parti | Parti |
| --------------- | --------------------- | --------------------- | --------------------- | ------------------- | ----- | ----- |
| 1re             | Scrutin proportionnel | Scrutin proportionnel | Scrutin proportionnel | Jean Laborde        |       | PS    |
| 2e              | Scrutin proportionnel | Scrutin proportionnel | Scrutin proportionnel | Jean-Pierre Joseph  |       | PS    |

## Positionnement des partis
L'UDF et le RPR se présentent unis sous l'étiquette « Union du Rassemblement et du Centre » tandis que les candidats du Parti socialiste se rangent sous la bannière de la « Majorité présidentielle pour la France unie », slogan de la campagne présidentielle de François Mitterrand.

## Résultats

### Résultats à l'échelle du département
| Parti          | Parti                               | Premier tour | Premier tour | Second tour | Second tour | Sièges |
| Parti          | Parti                               | Voix         | %            | Voix        | %           | Sièges |
| -------------- | ----------------------------------- | ------------ | ------------ | ----------- | ----------- | ------ |
|                | Parti socialiste                    | 48 762       | 50,82        | 27 601      | 54,46       | 2      |
|                | La France unie                      | 48 762       | 50,82        | 27 601      | 54,46       | 2      |
|                |                                     |              |              |             |             |        |
|                | Union pour la démocratie française  | 19 328       | 20,14        | 23 078      | 45,54       | 0      |
|                | Rassemblement pour la République    | 14 767       | 15,39        |             |             | 0      |
|                | Union du Rassemblement et du Centre | 34 095       | 35,53        | 23 078      | 45,54       | 0      |
|                |                                     |              |              |             |             |        |
|                | Parti communiste français           | 7 409        | 7,72         |             |             | 0      |
|                | Front national                      | 5 345        | 5,57         | 0           |             |        |
|                | Parti ouvrier européen              | 346          | 0,36         | 0           |             |        |
|                |                                     |              |              |             |             |        |
| Inscrits       | Inscrits                            | 138 005      | 100,00       | 66 178      | 100,00      | 2      |
| Abstentions    | Abstentions                         | 40 075       | 29,04        | 14 511      | 21,93       |        |
| Votants        | Votants                             | 97 930       | 70,96        | 51 667      | 78,07       |        |
| Blancs et nuls | Blancs et nuls                      | 1 973        | 2,01         | 988         | 1,91        |        |
| Exprimés       | Exprimés                            | 95 957       | 97,99        | 50 679      | 98,09       |        |

### Résultats par circonscription

#### Première circonscription (Auch)
|                | Jean Laborde sortant réélu | PS             | 25 837 | 53,19  |  |  |  |
|                | Jacques Brussiau           | RPR (URC)      | 14 767 | 30,4   |  |  |  |
|                | Joseph Lamothe             | PCF            | 4 584  | 9,44   |  |  |  |
|                | François Pelletan          | FN             | 3 037  | 6,25   |  |  |  |
|                | Yvette Lemercier           | POE            | 346    | 0,71   |  |  |  |
|                |                            |                |        |        |  |  |  |
| Inscrits       | Inscrits                   | Inscrits       | 71 918 | 100,00 |  |  |  |
| Abstentions    | Abstentions                | Abstentions    | 22 184 | 30,85  |  |  |  |
| Votants        | Votants                    | Votants        | 49 734 | 69,15  |  |  |  |
| Blancs et nuls | Blancs et nuls             | Blancs et nuls | 1 163  | 2,34   |  |  |  |
| Exprimés       | Exprimés                   | Exprimés       | 48 571 | 97,66  |  |  |  |

#### Deuxième circonscription (Condom)
| Candidat       | Candidat                      | Parti           | Premier tour | Premier tour | Second tour | Second tour |  |
| Candidat       | Candidat                      | Parti           | Voix         | %            | Voix        | %           |  |
| -------------- | ----------------------------- | --------------- | ------------ | ------------ | ----------- | ----------- |  |
|                | Jean-Pierre Joseph élu        | PS              | 22 925       | 48,38        | 27 601      | 54,46       |  |
|                | Aymeri de Montesquiou sortant | UDF (Rad) (URC) | 19 328       | 40,79        | 23 078      | 45,54       |  |
|                | Gérard Lacaze                 | PCF             | 2 825        | 5,96         |             |             |  |
|                | Roger Ribon                   | FN              | 2 308        | 4,87         |             |             |  |
|                |                               |                 |              |              |             |             |  |
| Inscrits       | Inscrits                      | Inscrits        | 66 087       | 100,00       | 66 178      | 100,00      |  |
| Abstentions    | Abstentions                   | Abstentions     | 17 891       | 27,07        | 14 511      | 21,93       |  |
| Votants        | Votants                       | Votants         | 48 196       | 72,93        | 51 667      | 78,07       |  |
| Blancs et nuls | Blancs et nuls                | Blancs et nuls  | 810          | 1,68         | 988         | 1,91        |  |
| Exprimés       | Exprimés                      | Exprimés        | 47 386       | 98,32        | 50 679      | 98,09       |  |